# Olios fuligineus
Olios fuligineus là một loài nhện trong họ Sparassidae.
Loài này thuộc chi Olios. Olios fuligineus được Mary Agard Pocock miêu tả năm 1901.